# Mnich (district de Pelhřimov)
Pour les articles homonymes, voir Mnich.
Mnich (en allemand : Mnich) est une commune du district de Pelhřimov, dans la région de Vysočina, en République tchèque. Sa population s'élevait à 374 habitants en 2020.

## Géographie
Mnich se trouve à 8 km à l'ouest de Kamenice nad Lipou, à 24 km au sud-ouest de Pelhřimov, à 46,5 km à l'ouest-sud-ouest de Jihlava à 96 km au sud-est de Prague.
La commune est limitée par Černovice au nord, par Bohdalín à l'est, par Vlčetínec, Horní Radouň et Rosička au sud et par Drunče, Bořetín et Hojovice à l'ouest.

## Histoire
La première mention écrite de la localité date de 1352.

## Administration
La commune se compose de cinq sections :
- Dvořiště
- Chválkov
- Mirotín
- Mnich
- Rutov

## Transports
Par la route, Mnich se trouve à 9,3 km de Kamenice nad Lipou, à 29 km de Pelhřimov, à 54 km de Jihlava à 122 km de Prague.